# Bitwa pod Mikulińcami

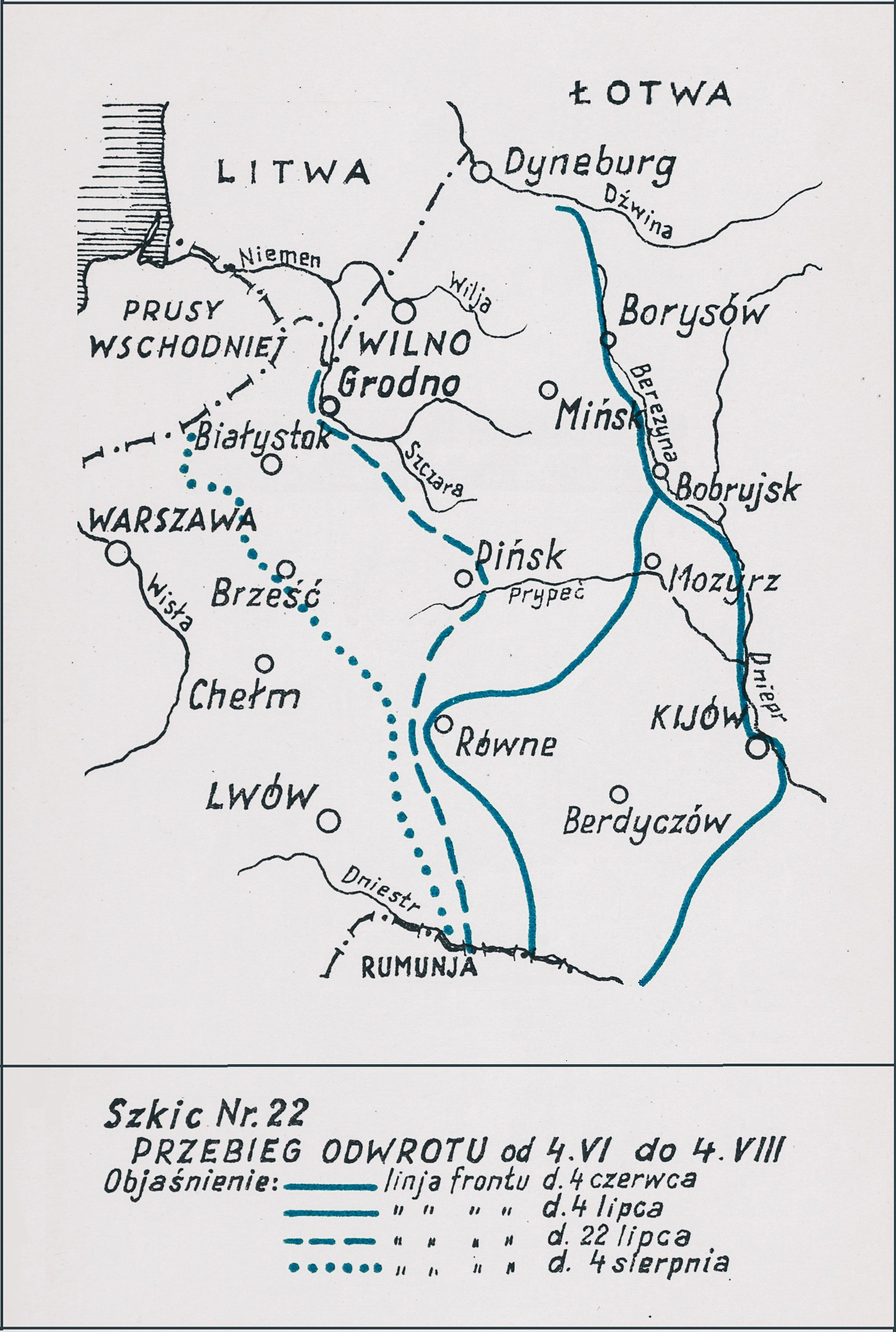
Adam Przybylski,
Wojna Polska 1918–1921

Bitwa pod Mikulińcami – walki polskiego 53 pułku piechoty Strzelców Kresowych ppłk. Aleksandra Zörnera  z sowiecką 60 Dywizją Strzelców komdiwa Iwanowa w okresie ofensywy Frontu Południowo-Zachodniego w czasie wojny polsko-bolszewickiej.

## Sytuacja ogólna
26 maja na Ukrainie wojska sowieckiego Frontu Południowo-Zachodniego przeszły do ofensywy, a już 5 czerwca trzy dywizje sowieckiej 1 Armii Konnej Siemiona Budionnego przełamały trwale polski front pod Samhorodkiem na odcinku obrony grupy gen. Jana Sawickiego. W ostatnich dniach czerwca poszczególne związki operacyjne Frontu Ukraińskiego, dowodzonego już przez gen. Edwarda Rydza-Śmigłego, ugrupowane były w następujący sposób: Armia Ukraińska gen. Omelianowicza-Pawlenki skupiona była nad Dniestrem, w kierunku granicy z Rumunią, 6 Armia gen. Wacława Iwaszkiewicza-Rudoszańskiego zajmowała odcinek frontu Dniestr–Chmielnik–Lubar, nowo sformowana 2 Armia gen. Kazimierza Raszewskiego znajdowała się na linii rzek Słucz i Horyń, a 3 Armia gen. Edwarda Rydza-Śmigłego rozlokowana była nad Uborcią.
27 czerwca 1 Armia Konna przełamała polską obronę na Słuczy na południe od Zwiahla, na odcinku bronionym przez I Brygadę Piechoty (rez.). Kawaleria Budionnego wdarła się w lukę między lewym skrzydłem 6 Armii, a grupą gen. Leona Berbeckiego z 2 Armii.  29 czerwca dowództwo polskiego Frontu Ukraińskiego przygotowało plan uderzenia na sowiecką 1 Armię Konną. Polski plan pobicia 1 Armii Konnej pod Korcem nie powiódł się i 2 lipca strona polska zaniechała działań ofensywnych w tym rejonie. 3 lipca 1 Armia Konna sforsowała Horyń i rozpoczęła się kilkudniowa bitwa pod Równem, zakończona porażką 2 Armii gen. Kazimierza Raszewskiego. Nie zdołano rozbić 1 Armii Konnej ani zadać takich strat, które wyraźnie obniżyłyby jej wartość bojową.
Wobec niepomyślnego przebiegu walk 2 Armii, dowódca Frontu Ukraińskiego gen. Edward Rydz-Śmigły wydał 5 lipca rozkaz, w którym nakazywał  6 Armii (12, 13, 18 DP) i podlegającym jej sprzymierzonym oddziałom ukraińskim wycofanie się na linię Zbrucza.
Od 11 lipca 12 Dywizja Piechoty toczyła zacięte walki pod Wołoczyskami. Jej porażka i utrata przyczółka uniemożliwiła utrzymanie frontu na Zbruczu i zmusiła do wycofania się nad Seret oddziały 6 Armii.

## Walczące wojska
| Jednostka              | Dowódca                       | Podporządkowanie    |
| Wojsko Polskie         |                               |                     |
| dowództwo 6 Armii      | gen. Wacław Iwaszkiewicz      | Front Płd. Wsch.    |
| ⇒ 12 Dywizja Piechoty  | płk Marian Januszajtis-Żegota | 6 Armia             |
| → 53 pułk piechoty     | ppłk Aleksander Zörner        | 12 Dywizja Piechoty |
| Armia Czerwona         |                               |                     |
| dowództwo 14 Armii     | Michaił Mołkoczanow           | Front Płd. Zach.    |
| ⇒ 60 Dywizja Strzelców | P. Iwanow                     | 14 Armia            |

## Walki pod Mikulińcami
Po zakończeniu odwrotu znad Zbrucza, oddziały 12 Dywizji Piechoty płk. Mariana Żegoty-Januszajtisa obsadziły front nad Seretem, od Proniatynia do Janowa. 26 lipca 53 pułku piechoty Strzelców Kresowych osiągnął linię Seretu. Jego II batalion obsadził Łuczki Małe i Bucniów, zaś I i III bataliony, jako odwodowe, stanęły  w Nastasowie. Korzystając z chwilowego spokoju, rozpoczęto kopanie rowów strzeleckich.
Będąca w pościgu sowiecka 60 Dywizja Strzelców na kierunku  Mikuliniec wyprzedziła jednostki polskie i 27 lipca opanowała miejscowość. Następnego dnia pod Mikulińce podszedł I batalion 53 pułku piechoty Strzelców Kresowych i wyparł Sowietów z miasta. Już 29 lipca po raz kolejny na Mikulińce uderzyła 60 Dywizja Strzelców i zdobyła je ponownie. Miejscowość stała się dla niej bazą wypadową do wyprowadzenia natarcia na Czartorię. Jednak strona polska nie pogodziła się z utratą miejscowości. Kontratakujący 53 pułk piechoty po całodziennych walkach ulicznych odzyskał ją, a oddziały sowieckie wyparte zostały za Seret. Wieczorem 30 lipca III batalion obsadził odcinek Krzywki – Mikulińce – Łuczki Małe, II batalion odcinek Czartoria – Bucniów, a I  batalion pozostał w odwodzie w Nastasowie.
Kolejne natarcie sowiecka 60 DS wyprowadziła 31 lipca wieczorem. Uderzenia nie wytrzymał III batalion 53 pułku piechoty i cofnął się na wzgórza na zachodnim skraju miasteczka. Interweniował dowódca dywizji i osobiście stanął na czele kontrataku wyprowadzanego siłami I a potem i III batalionu 53 pp.

Komunikat prasowy Sztabu Generalnego z 3 sierpnia 1920 tak opisywał ten kontratak:

Na Serecie w okręgu Mikuliniec oddziały nasze toczą bitwę z nieprzyjacielem, który za w szelką cenę dąży do przerwania się na zachód. Brawurowa kontrakcja, osobiście prowadzona przez pułkownika Januszajtisa, rozwija się nadał pomyślnie. W ciągu dnia wczorajszego oddziały nasze zdobyły tam 23 karabiny maszynowe i wzięły znaczną liczbę jeńców.

Polacy odbili Mikulińce, 1 sierpnia odparli dwa kolejne natarcia przeciwnika, ale trzecie odrzuciło 53 pp znad Seretu. Dowództwo Frontu Południowo-Wschodniego nakazało dowódcy 12 Dywizji Piechoty odtworzyć rubież obrony na linii Seretu. W tym celu zorganizowana została grupa uderzeniowa w składzie 53. i 51 pułki piechoty oraz 3 kompania 1 pułku czołgów. Natarcie piechoty wzmocnione czołgami przyniosło zamierzony skutek i 3 sierpnia dywizja odzyskała utracone pozycje nad Seretem.
Komunikat prasowy Sztabu Generalnego z 4 sierpnia 1920 donosił:

Bohaterskie oddziały 12-ej dywizji piechoty, pod dowództwem rannego pułkownika Januszajtisa, brawurowym szturmem zdobyły Mikulińce, wyrzucając ostatecznie w tym rejonie bolszewików za Seret. W akcji tej wybitną rolę z naszej strony odegrały czołgi. O rozmiarach klęski bolszewickiej w tym rejonie sądzić można z faktu, że na pobojowisku znaleziono przeszło 1600 trupów.

Jednak 5 sierpnia sowiecka kawaleria sforsowała Seret i wyszła na tyły 12 Dywizji Piechoty. W tej sytuacji dowództwo 6 Armii nakazało  płk. Januszajtisowi odwrót za Strypę.